# 先占
先占（せんせん、独：Besitzergreifung, 羅：occupatio）とは、いずれの国にも属していない無主の土地（無主地）に対し、他の国家に先んじて支配を及ぼすことによって自国の領土とすることである。無主地先占、または先占の法理ともいわれ、国際法においての領土取得のあり方として認められている。

## 国際法における無主地先占
国際法において無主地先占は先占の法理ともよばれ、他の国家によって実効的支配が及んでいない土地を領土として編入する際にも適用される。また、領土問題が発生した場合には、領土の権源のひとつとしても採用される法理である。
領土問題において無主物先占が言及される事例としては、以下のものがある。
- アメリカ州
  - エイリーク・ラウデス・ランド - 1930年代にノルウェーは無主地先占の理論によってグリーンランドの無人地帯を領有しようと試みた。
  - グアノ島法 - 同法はアメリカ合衆国がグアノの採掘を目的として島の先占を認める法律であった為、資源が枯渇した後に複数の島で領有権を巡る論争が生じた。
  - クリッパートン島事件
- アジア州
  - スカボロー礁 - 中華民国と中華人民共和国は、1947年の「断続国界線」制定を以て同地を先占したと主張している。
  - 尖閣諸島問題 - 日本政府は、先占の法理に基づいて尖閣諸島の領有権を主張している[4]。
  - 竹島問題 - 日本は1905年に竹島を領土に編入したが、この措置は先占の法理に基づいて実施された[5][6]。
  - パレスチナ問題 - イスラエルは、イギリスがイギリス委任統治領パレスチナの委任統治を放棄し、アラブ側がパレスチナ分割決議を拒否した時点で無主地になったと主張し、占領では無く先占を主張している。
  - パルマス島事件
- 南極 - 南極は気候条件が厳しく実効支配が難しいことから先占の法理が適用できないとして、先占がなくても一定の範囲で領域の取得を認めるセクター主義が主張された。後に科学技術の進歩によって実効的支配の可能性も否定できなくなったことから南極条約により各国が主張した領有権は凍結状態となった。

## 学説

### 先占（occupatio）の法理の成立背景
京都大学教授田畑茂二郎は、近世の国際法において先占（occupatio）の法理がもち出され、承認されていった背景として「新大陸、新航路の発見にともない展開された、植民地の獲得、国際通商の独占をめざした、激しい国家間の闘争」をあげている。また、「国家間の行動を共通に規律する」国際法の動機について「他国に対して自国の行動を正当づけるといった動機が、多くの場合背景になっていた」と述べている。

### 無主地の定義
東京大学名誉教授の横田喜三郎は、無主地について、「国際法の無主地は無人の土地だけにかぎるのではない。すでに人が住んでいても、その土地がどの国にも属していなければ無主の土地である。ヨーロッパ諸国によって先占される前のアフリカはそのよい例である。そこには未開の土人が住んでいたが、これらの土人は国際法上の国家を構成していなかった。その土地は無主の土地にほかならなかった」と指摘している。

### 実効的先占
また、横田によれば、19世紀には国際社会によって、先占は土地を現実に占有し支配しなければならないと主張され、それがしだいに諸国の慣行となり、19世紀後半には、国際法上で先占は実効的でなければならないことが確立したとしている。
横田は「先占が実効的であるというのは、土地を現実に占有し、これを有効に支配する権力をもうけることである。そのためには、或る程度の行政機関が必要である。わけても、秩序を維持するために、警察力が必要である。多くの場合にはいくらかの兵力も必要である」と、警察力・軍事力と実効的先占の関連についても指摘している。